# Enjoi
Enjoi est une marque essentiellement axée sur les skateboards et leurs accessoires mais produit également des vêtements. Elle a été fondée par Marc Johnson à Los Angeles en 2000. La marque s'est spécialisée dans la culture hip-hop, punk rock et skateboard. Son logo représente un panda stylisé.